# Palaemonetes antrorum
Palaemonetes antrorum är en kräftdjursart som beskrevs av James Everard Benedict 1896. Palaemonetes antrorum ingår i släktet Palaemonetes och familjen Palaemonidae. IUCN kategoriserar arten globalt som starkt hotad. Inga underarter finns listade i Catalogue of Life.